# Captura de Monterey
A Captura de Monterey por forças da Marinha dos Estados Unidos que ocorreu em 1842. Depois de ouvir a notícia falsa de que a guerra eclodiu entre os Estados Unidos e México, o comandante da Esquadra do Pacífico Thomas ap Catesby Jones partiu de Lima, Peru, com três navios de guerra para Monterey, Califórnia. O objetivo do americano era tomar o controle da capital antes de uma suspeita de cessão britânica poderia ser alcançada.

## Captura
As forças americanas incluíram a fragata USS United States e as duas Sloop-of-war USS Dale e USS Cyane. A esquadra chegou na Baía de Monterey em 19 de outubro e ancorou. Comodoro Jones enviou o seu segundo no comando o capitão James Armstrong em terra para exigir a rendição mexicana às 09h00 da manhã seguinte. A guarnição mexicana consistia em apenas cinquenta e oito homens sem pacientes em um antigo forte que optaram por não resistir a isso quando às 09:00 veio, cinquenta marines americanos e 100 marinheiros desembarcaram e tomaram a cidade sem incidentes. Não era até o dia seguinte que o comodoro Jones viu que a guerra não tinha começado entre os Estados Unidos e México e que os britânicos não estavam se preparando para assumir o controle da Califórnia. As tropas mexicanas foram libertadas e, em seguida, embarcou um grupo de desembarque dos seus navios e navegação, e saudaram a bandeira mexicana como eles saíram do porto. Jones dirigiu-se para o Havaí, que estava tomado pelos britânicos, e ajudou a restaurar o Reino do Havaí. O incidente provou ser impopular no México e na guarnição de resposta Monterey foi de construir artilharia de costa e outras defesas para proteger a sua cidade de um futuro ataque que veio em 1846 durante a Guerra Mexicano-Americana. Thomas ap Catesby Jones foi aposentado do dever mas ele, eventualmente, serviu na guerra com o México.